# Nikola Šakić
Nikola Šakić (Kirin Serbia: Никола Шакић; sinh 2 tháng 10 năm 1995) là một tiền vệ bóng đá Serbia thi đấu cho Proleter Novi Sad.

## Danh hiệu
Napredak Kruševac
- Serbian First League: 2015–16